# KV Sasja HC Hoboken
KV Sasja HC Hoboken, is een handbalploeg uit de Belgische Eerste nationale (heren).

## Geschiedenis
De ploeg heeft haar thuisbasis in sportcomplex Sorghvliedt in het district Hoboken te Antwerpen. De trainer is Kevin Jacobs en de voorzitter is Nick Janssen
KV SASJA HC is de enige Belgische club die sedert het ontstaan van de Belgische Handbalbond (BHB) in 1958 onafgebroken in de hoogste afdeling heeft gespeeld zij het wel door een overname van het stamnummer 191 van HC Kiewit in 1999. De Hasseltse club hield toen op te bestaan en stapte uit de competitie. Sasja ruilde hiervoor zijn nummer 041 in en zou het seizoen daarop onder HVKS (Hans Verkerk Keuken Sasja) uitkomen. De club moest in feite degraderen, want men eindigde laatste, maar door deze toevallige samenloop van omstandigheden kon men deze toch nog ontlopen. Tot in het seizoen 2018/19 toen het toch degradeerde.
De vrouwelijke tegenhanger van KV SASJA HC is in 2004 gefusioneerd met Uilenspiegel Wilrijk tot DHW Antwerpen.

## Palmares

### Mannenploeg
- Beneliga

winnaar (1x): 2008
- Eerste nationale

winnaar (6x): 1968, 1974, 1975, 2006, 2007, 2008
- Beker van België

winnaar (6x): 1971, 1973, 1977, 1981, 1982, 2007
- Limburgse Handbal Dagen: 2008[5]

### Vrouwenploeg
- Eerste nationale

winnaar (1x): 1985
- tweedes (4x): 1984, 1987, 1989, 1997
- Derde plaats (1x): 1986
- Beker van België

winnaar (1x): 1988
Finalist (2x): 1983 & 1985

## Bekende (ex-)spelers
- David André
- Lars Bertels
- Rik Beuckels
- Quinten Colman
- Ann De Greef
- Joseph Delpire
- Stijn Gijs
- Jordi Govaarts
- Alex Jacobs
- Jeffrey Jacobs
- Jimmy Jacobs
- Roland Jacobs
- Ivan Kopljar
- Benoit Lamury
- Jos Riské
- Koen Roggeman
- Jo Smeets
- Sus Weyn